# شوکیو
شوکیو (به ژاپنی: 正慶 Shōkyō)، نام یک عصر تاریخی ژاپنی در طی دوره کاماکورا بود. این عصر بعد از گنتوکو و قبل از کنمو قرار داشت و از آوریل ۱۳۳۲ تا آوریل ۱۳۳۳ میلادی به طول انجامید. در طی این عصر امپراتور ژاپن امپراتور گودایگو بود.